# Trifluoroiodometano
Il trifluoroiodometano è un composto organico di formula CF3I. È un alometano gassoso, incombustibile e irrespirabile, sensibile alla luce.

## Sintesi
Il trifluoroiodometano si può ottenere per reazione di tetraiodometano e pentafluoruro di iodio, oppure per reazione tra iodio e trifluoroacetato d'argento:
5CI4 + 3IF5 → 5CF3I + 9I2
I2 + CF3COOAg → CF3I + CO2 + AgI
La prima sintesi di CF3I fu effettuata nel 1948 sfruttando la prima delle due reazioni riportate.

## Reattività e usi
Per riscaldamento o irradiazione con luce UV libera radicali CF3• e può quindi essere usato per introdurre gruppi CF3 in composti tipo CF3(CF2)n-X o composti organometallici. Ad esempio può essere usato nella α-trifluorometilazione di chetoni α,β-insaturi.
Nel suo impiego come refrigerante, il trifluoroiodometano è indicato come R-13I1 secondo il sistema di nomenclatura ASHRAE dei refrigeranti.